# アリス (不思議の国のアリス)

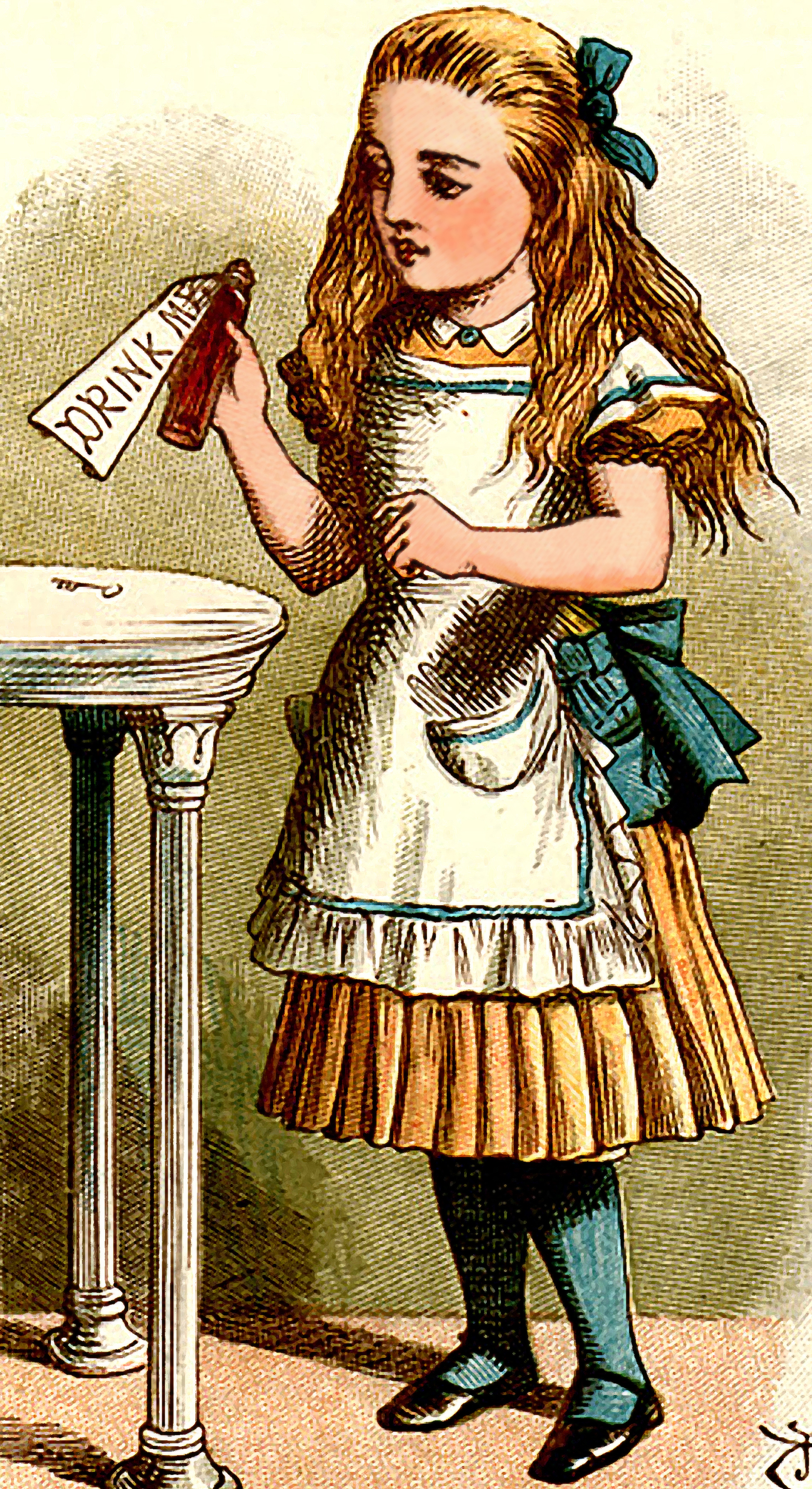
『不思議の国のアリス』におけるアリス。テニエルの挿絵の彩色版。頭と腰のリボンはもとのモノクロの挿絵にはない。

アリス（Alice）は、ルイス・キャロルの児童小説『不思議の国のアリス』（1865年）およびその続編『鏡の国のアリス』（1871年）のヒロイン。前者では不思議の国に、後者では鏡の国に迷い込み様々な体験をすることになる少女。年齢は『鏡の国のアリス』では7歳6ヶ月、『不思議の国のアリス』では明言はされていないが、ちょうど7歳と推測される。アリスはヴィクトリア朝イギリスでの、ある程度教育を受けた子供であり、物語の中では優しく、礼儀正しく、好奇心の旺盛な性格の少女として描かれる。アリスは後世には様々な挿絵画家によって描かれ、またいくつもの映画化作品で様々な女優が彼女を演じており、そのイメージの形成にはジョン・テニエルによって付けられた挿絵が大きな役割を果たしている。

## 性格
『不思議の国のアリス』の物語は、もともとルイス・キャロルことチャールズ・ドジソンが、知人の娘である少女アリス・リデルのために即興で作った物語がその原型となっている。このため一般的には物語の主人公であるアリスも実在のアリス・リデルがそのモデルになっていると考えられているが、しかしキャロルは生前、アリスは純然たるフィクショナルなキャラクターでありいかなる現実の子供にも基づいていないと何度か発言してもいた。1887年に書かれた「舞台のアリス」という記事の中では、キャロルはアリスのキャラクターについて次のように書いている。
夢のアリス、汝は汝の養父の目に何者として映るであろうか。 彼は汝をどのように描いたらよいだろうか。第一に愛らしさ、愛らしさと優しさだ。犬のように愛らしく（散文的な比喩を許してほしい。私はこれほどに純粋で完全なこの世の愛を知らないのだ）、そして仔鹿のように優しい。それから礼儀正しさ。あらゆるものに対して、上のものにも下のものにも、偉容を誇るものにもグロテスクなものにも、王にも芋虫にも、たとえ彼女自身が王女であり、黄金を身にまとっているようなときでさえ、礼儀正しい。それに信じやすさ。もっとも狂気じみた不可能事を、夢想家だけが持つあの完全な信頼を持って受け入れる。そして最後に好奇心だ。子供時代の幸せな一時期にのみやってくる、この世界を愉しむことへの熱望を伴った激しい好奇心。その幸せな子供時代には、罪も悲しみもただの名前であり、まだ何も意味を持たない空の言葉に過ぎないのだ！ 
このような愛らしさ、優しさ、礼儀正しさと好奇心に加えて、両作中では自分が習い覚えていることを進んで披露しようとしたりする優等生らしい面や（彼女は自分の知っている教訓詩を暗誦しようとするが、不思議の国や鏡の国では決まっておかしな内容になってしまう）、一人二役を演じて自分自身を叱ったり諭したり、子猫を相手にごっこ遊びに興じる空想好きな側面も描かれている。そして不思議な世界の奇妙なキャラクターたちの不条理なふるまいに動じない、気の強さを持ち合わせた少女でもある。なお『不思議の国のアリス』と『鏡の国のアリス』では基本的にアリスのキャラクターは一定しているが、続編ではその性格にはプラス指向が強まっているという論考もある。
モートン・N・コーエンは、キャロルは身体的にはアリス・リデルからアリスを作り出し、その性格は自分自身から引き出したと述べている。またデニス・クラッチとR・B・シェイバーマンはその共著『ふしぎのレンズで覗くと』（1972年）で、実在のアリス・リデルが「二人ごっこ」をして遊んだという証拠などはなく、キャロル自身が作中のアリスに自身の性格を投影したということの例証としている。二人によれば、キャロル自身は数学者チャールズ・ドジソンと、子供の本の作者ルイス・キャロルという、二人の自分を注意深く分けて生活していた。

## 年齢と家族

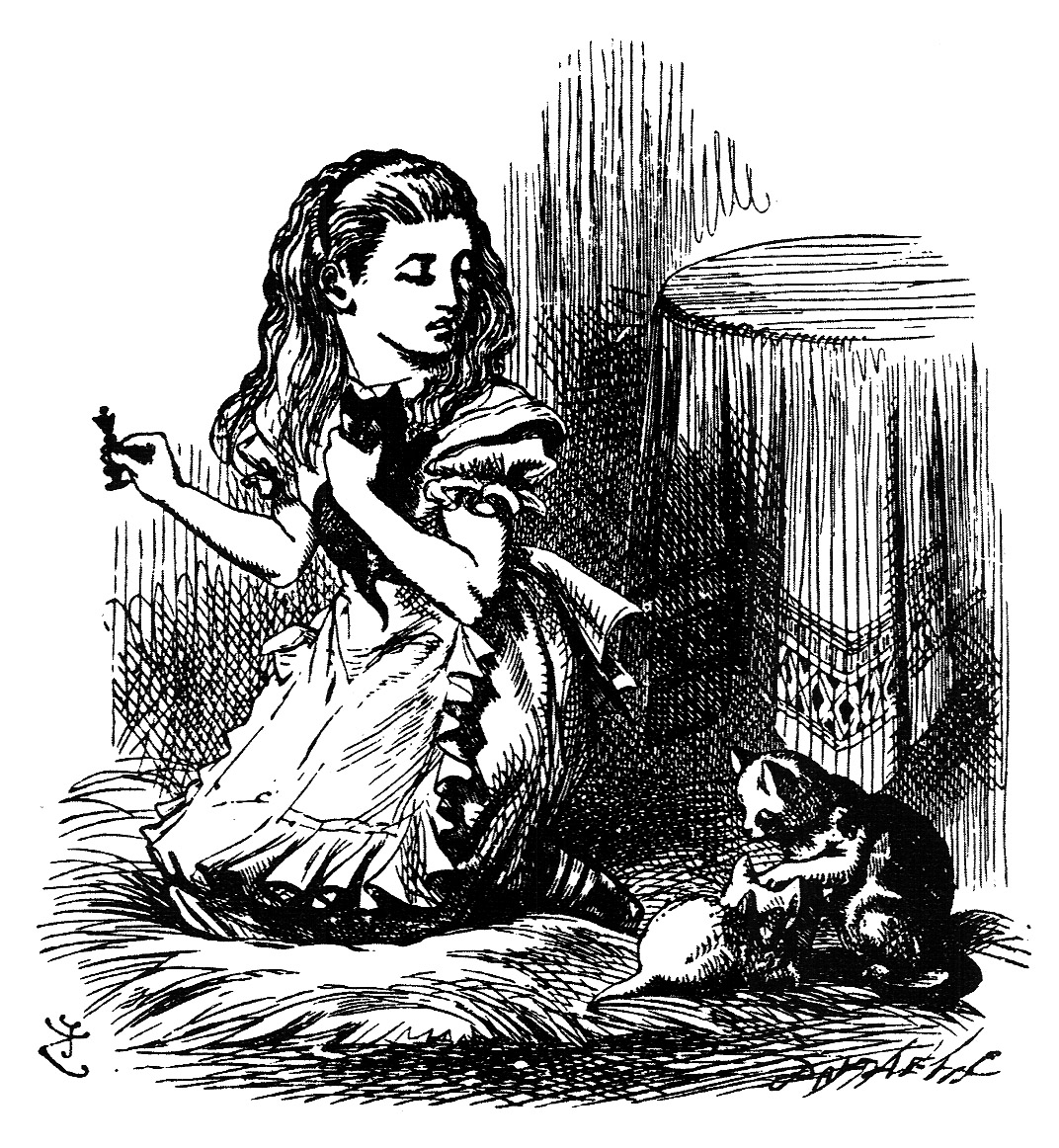
テニエルの挿絵：アリスと猫たち / 『鏡の国のアリス』より。

『鏡の国のアリス』では、アリスは白の女王に対して自分の年齢を「7歳とちょうど半分」（seven and a half exactly)と明言している。『鏡の国のアリス』の物語が起こるのはガイ・フォークスの前日の11月4日である。一方『不思議の国のアリス』では年齢は明言されていないが、第6章の「今は5月だから、3月ほどには狂っていないわね」という、三月ウサギに関連したアリスの台詞と、第7章で帽子屋に日にちを問われたアリスが4日だと答えていることから、物語内の日付は11月4日のちょうど半年にあたる5月4日であり、『鏡の国』の半年前、アリスがちょうど7歳のときの物語であると推測できる。5月4日はアリス・リデルの誕生日であり、またキャロルがアリス・リデルに贈った、『不思議の国のアリス』の原型である手書き本の『地下の国のアリス』の最後のページには、7歳当時のアリス・リデルの写真が貼られていた。
物語中に登場するアリスの家族は、『不思議の国のアリス』に登場する姉ひとりだけで正確な家族構成はわからず、この姉は名前も明示されていない。一方、『不思議の国のアリス』で言及されるアリスの自慢の飼い猫であるダイナは、子猫を伴って『鏡の国のアリス』で登場する。「ダイナ」(Dinah) というのはリデル家で実際に飼っていた猫の名前である。リデル家ではもう一匹「ヴィリケンズ」という猫も飼っており、どちらの猫も「ヴィリケンズと彼のダイナ」という、当時の流行歌からとった名前である。『鏡の国のアリス』に登場する子猫は、黒猫の「キティ」と白猫の「スノードロップ」で、物語では特に悪戯好きな黒猫のほうがアリスの鏡の国の冒険に重要な役割を果たす。キャロルの初期の少女友達の一人メアリー・マクドナルドの飼い猫の名前がスノードロップである。

## 階級と教育

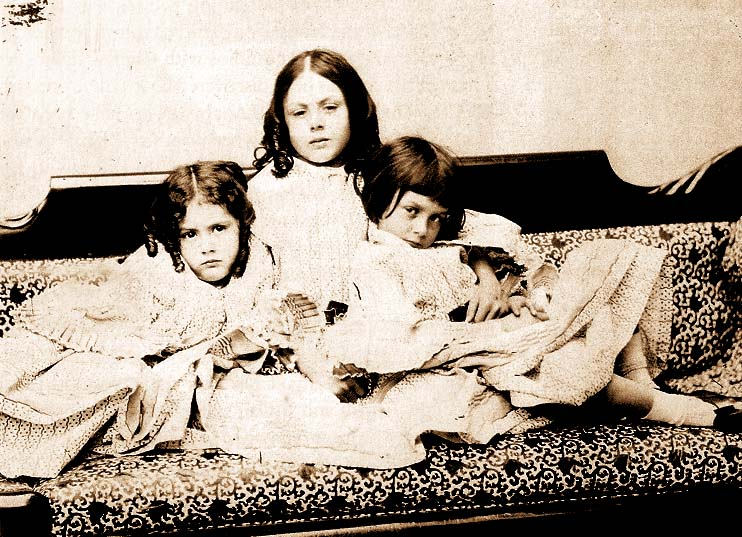
リデル家の子女達のポートレート / ソファーの上で長女イーディスに次女アリス（画面右）と三女ロリーナ（画面左）が身を寄せている。物語の中のアリスと同じく、アリス・リデルもまたジェントリの裕福な家庭で育った。

作中の様々な描写からは、アリスはヴィクトリア朝時代のイギリス社会における新興の中産階級「ジェントリ」の、なかでも特に裕福な部類に属する家庭の少女であることがわかる。例えば『不思議の国のアリス』の第9章では、アリスは「代用ウミガメ」が語る身の上話に対し、自分も毎日学校に行っているときっぱり述べ、さらに経済的に余裕がなく正課しか取れなかった代用ウミガメとは対照的に、正課以外にフランス語と音楽を習っていると話す（一方でその知識の浅さと実用性の薄さは、女子に対して真剣な学問知識を要求しなかった当時の中産階級の一般的な女子教育観の反映でもある）。アリス自身にも意識があり、同第2章にて自分がクラスメートのメイベルになってしまったのではないかと訝る場面では、「小さくて汚い家」に住んでいるその家庭の子供になることを好まなかったという。また前述9章の場面で代用ウミガメに「洗濯は習っていないのか」 (And washing?) と聞かれて憤慨するが、洗濯を学ぶのは良いことではないと思われたためであると考えられる。
キャロルはもともと『不思議の国のアリス』の主要読者層として中産階級の子女を想定しており、主人公のアリスもまた中産階級の少女であることを強く意識していた。原型となった話を聞かせた相手であるアリス・リデル自身、オックスフォード大学の学寮長を父に持つ裕福な中産階級の少女である。後述するようにテニエルが描いたアリスの服装も、当時の中産階級の少女が好んで着ていた当時の普段着であり、必ずしもキャロルやテニエルの個人的な好みを反映したものではなかった。

## 容姿

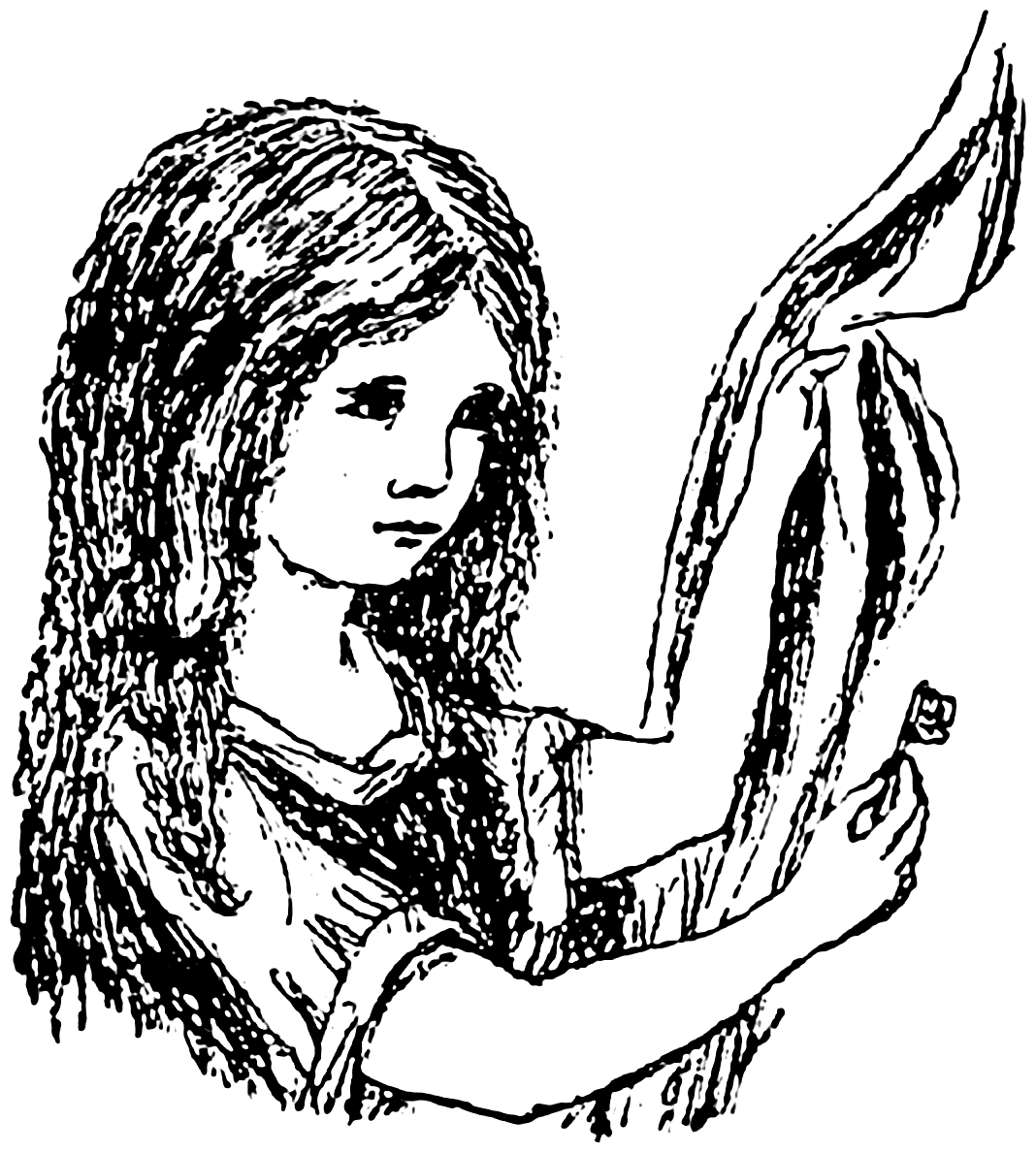
『地下の国のアリス』より、キャロル自身が描いたアリス

アリスの容姿はキャロルの文中では具体的な描写はほとんどないが、手書き本『地下の国のアリス』に付けられたキャロル自身による挿絵では、ウェーブがかかった長い黒髪の少女として描かれている。これはキャロルが愛好していたダンテ・ゲイブリエル・ロセッティやアーサー・ヒューズら、ラファエル前派の画家たちが描く女性像の影響を受けたものと考えられる。物語が『不思議の国のアリス』として出版された際に付けられたジョン・テニエルの挿絵では、アリスは長い金髪の少女であり、前髪を額のところで切りそろえたおかっぱ頭の実在のアリス・リデルとはまったく異なる姿で描かれている。アリス・リデルの息子キャリル・ハーグリーブスが書き留めたアリス・リデルの回想によれば、キャロルとテニエルは何度も相談を重ねた結果、アリスの姿はアリス・リデルに似せないことに決めたらしい。
金髪で額を出したこのアリスの姿は、テニエルがキャロルの推薦をうけてメアリー・ヒルトン・パドコックという少女の写真をモデルにしたものとしばしば言われてきたが、しかしキャロルが彼女の写真を購入した時点ですでに12点の挿絵が完成していたことや、のちにキャロル自身がテニエルがアリスを描く際にモデルを使わなかったことを嘆いていることなどから考えて、あまり信憑性はないと考えられる。マイケル・ハンチャーは『アリスとテニエル』（1990年）にて、テニエルが描いたアリスに原型があるとすればそれはキャロルが『地下の国のアリス』に描いたラファエル前派風のアリスであり、その名残はウェーブがかった髪や、常にやや不機嫌に見えるその表情に見ることができると指摘している。
テニエル以降の後世の挿絵画家は、1907年にはじめて実在のアリス・リデルをもとにしておかっぱ頭のアリスを描いたチャールズ・ロビンソン、1920年代に当時の米国の流行であるボビィ・ソクサーの姿でアリスを描いたウィリー・ポガニーをはじめ、作家の個性や時代背景を反映したさまざまなイメージでアリスを捉えている。

## 衣装

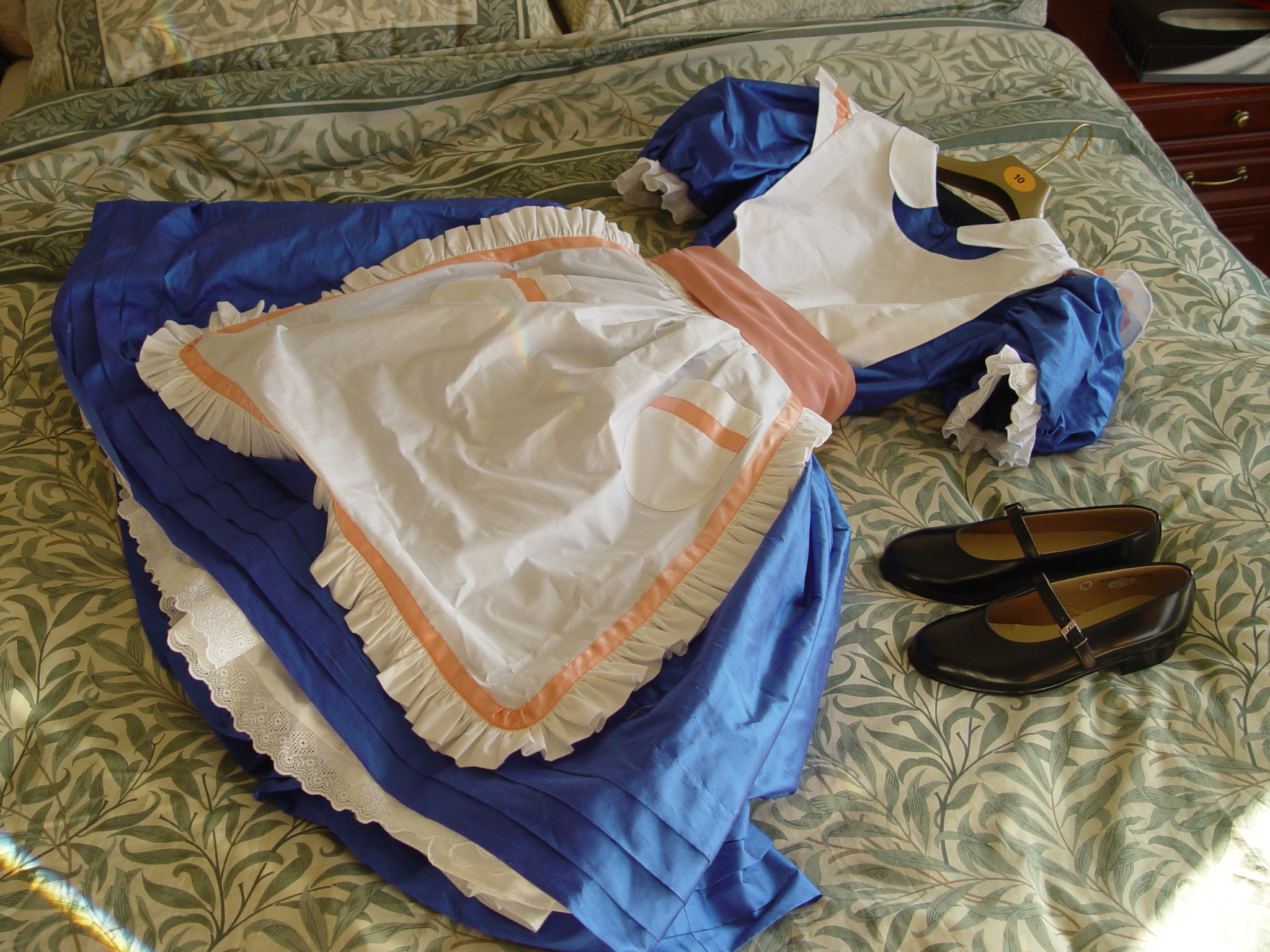
青いドレスとフリル付き・襟付きの白いエプロンを組み合わせたピナフォアに、黒いストラップシューズ / 1972年の実写ミュージカル映画『不思議の国のアリス』でフィオナ・フラートンが着た服に似せている。

アリスの服装についても本文中ではほとんど言及されていないが、キャロルは挿絵を担当したテニエルに対して、アリスの服装に関してさまざまに注文をつけていたと見られる。テニエルの挿絵では、アリスが着ているのはボディスと裾の広がったスカートとエプロンからなるピナフォア（エプロンドレス）である。袖は短いパフスリーブであり、裾には身長が伸びたときに下ろすためのタックがある。このようなドレスの生地には当時、洗濯可能なポプリン、良質なアルパカ、ピケなどが使われていた。エプロンは実用的なホランド製ないしキャンブリック製と推測される。靴も紐付きのフラットシューズで、自由に走ったりできるものである。続編『鏡の国のアリス』でも服装はおおむね共通するが、エプロンの裾にフリルがつき、その後ろに大きなリボン結びが付けられ、無地であったストッキングには縞模様が入っている。また、頭にカチューシャが追加されており、これはのちに「アリスバンド」の名で知られるようになった。
このようなアリスの服装はよそ行きの盛装のようなものではなく、当時のジェントリ（イギリスの新興中産階級）の少女のありふれた保守的で実用的な普段着であり、テニエルの描いたものは没個性的でさえある。キャロルはもともと手書き本『地下の国のアリス』の挿絵では、アリスに飾り気のない中世風のゆったりとしたドレスを着せていた。これはやはりラファエル前派が好んで描いていた服装であり、キャロルの好みを反映していたが、当時のイギリスの一般家庭に受け入れられていたものではなかった。そのため、『不思議の国のアリス』として正式に出版する際、主要読者として想定していたジェントリの好みに合わせたものと考えられる。加えてアリスのこの服装は、しばしば前近代の衣装を着て現われる他のキャラクターと対置されることによって、アリスが異次元に迷い込んだのだという印象を強調する効果を上げている。このため、後述のオペレッタ版のアリスをはじめとする後世の翻案や挿絵では、異世界の住人たちがしばしばテニエルのデザインを踏襲した衣装を着ているのに対して、アリスだけはその時々の中産階級の少女の服装に合わせたデザインにされる傾向がある。
その一方でテニエルの描いたピナフォア姿のアリスも、ディズニーのアニメーション映画『ふしぎの国のアリス』（1951年）をはじめとして現代までしばしばそのイメージを踏襲されて描かれている。アリスのピナフォアの色は、テニエル自身が彩色を担当した幼児向けの『子供部屋のアリス』（1889年）では黄色く塗られているが、ディズニーのアニメ映画版では青色（サックスブルー）が採用されており、以降のアリスのイメージに影響を与えた。ディズニーのアリスは黒色のリボンが付いた黒色のカチューシャを付けている。タイツは無地の白である。これらのアリスの衣装は、現代ではロリータ・ファッションのモチーフとして定形化されており、ほぼ上述のデザインを再現した商品も複数のブランドから頻繁に発表されている。

## アリスを演じた人物

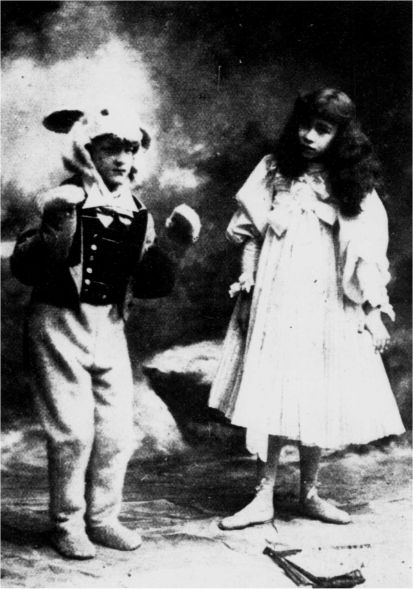
オペレッタ版『アリス』、1898年の再演。アリス（右）を演じているのはローズ・ハーシー。

『不思議の国のアリス』は、キャロルの生前の1886年、ヘンリー・サヴィル・クラークの脚本でオペレッタ化されており、アリス役はキャロルの推薦でフィービ・カーロが演じた。その後再演でアリス役になったイーザ・ボウマンは、上演がきっかけでキャロルと親しくなり、のちにキャロルは『シルヴィーとブルーノ』を彼女に奉げている。オペレッタ版『アリス』はクリスマスシーズンの主要項目となり40年以上にわたるロングランとなった。そのほか演劇、オペラ、バレエ、パントマイムなどへも『アリス』は翻案され、各国の無数の女優がアリスを演じている。
アリスを元にした映画では以下のような女優がアリスを演じている。
- メイ・クラーク（パーシー・ストウほか監督『不思議の国のアリス』1903年） - 『アリス』の初の映画作品でアリスを演じた。作品自体はわずか8分の紙芝居のようなサイレント作品CITEREFKoyanagi2008[30]。
- ヴァイオラ・サヴォイ（W・W・ヤング監督『不思議の国のアリス（1915年映画）（英語版）』1915年）
- ルース・ギルバート（英語版）(バド・ポラード（英語版）監督『不思議の国のアリス（1931年映画）（英語版）』)
- シャーロット・ヘンリー（英語版）（ノーマン・Z・マクロード（英語版）監督『不思議の国のアリス』1933年）- 有声の映画ではじめてアリスを 演じたCITEREFKoyanagi2008。
- フィオナ・フラートン（ウィリアム・スターリング（英語版）監督『アリス～不思議の国の大冒険～』1972年） - 当時15歳のフラートンがアリスを演じた[30]。
- ナタリー・グレゴリー（英語版）（ハリー・ハリス監督『不思議の国のアリス』1985年）
- クリスティーナ・コホウトヴァー（ヤン・シュヴァンクマイエル制作『アリス』1988年） - 生身の少女が演じるアリスと人形アニメーションを組み合わせたもので、コホウトヴァーは寡黙で冷たい印象のアリスを演じている[35]。
- ケイト・ベッキンセイル（ジョン・ヘンダーソン（英語版）監督『アリス・イン・ミラーランド』1998年） - 母親が子供に本を読み聞かせているうちに物語に入り込んでしまうという異色の設定で、当時25歳のベッキンセールがアリスを演じた。
- ティナ・マジョリーノ（ニック・ウィリング（英語版）監督『不思議の国のアリス（1999年の映画）（英語版）』1999年）
- ミア・ワシコウスカ（ティム・バートン監督『アリス・イン・ワンダーランド』2010年） - 大人になったアリスがふたたび不思議の国を訪れるという設定で、19歳のアリスを演じた。

ディズニーによるアニメ映画（1951年）ではキャサリン・ボーモントが声を担当しており、2005年以降のディズニー作品ではヒンデン・ウォルチに交代している。日本語版は土井美加が担当しているが、2代目は諸星すみれが担当している。1983年-1984年の日独合作のテレビアニメシリーズ『ふしぎの国のアリス』ではTARAKOがアリスの声を当てた。